# لیماچه
لیماچه (به اسپانیایی: Limache) یک شهرستان در شیلی است که در Marga Marga Province واقع شده‌است. لیماچه ۲۹۳٫۸ کیلومتر مربع مساحت و ۴۳٬۹۹۹ نفر جمعیت دارد و ۳۷۷ متر بالاتر از سطح دریا واقع شده‌است.